# 6411 Tamaga
6411 Tamaga (1993 TA) là một thiên thạch xuyên Sao Hỏa được phát hiện vào ngày 08 tháng 10 năm 1993 bởi R. H. McNaught tại Siding Spring.

## Link ngoài
- JPL Small-Body Database Browser ngày 6411 Tamaga